# Jan Balej
Jan Balej (ur. 20 maja 1893 w Pradze) – czeski zapaśnik reprezentujący Czechy oraz Czechosłowację. Startował w wadze lekkiej na igrzyskach w Sztokholmie w 1912 roku i w wadze średniej na igrzyskach w Antwerpii w 1920 roku.